# Миронівська сільська рада (Світловодський район)
| Миронівська сільська рада — колишній орган місцевого самоврядування у Світловодському районі Кіровоградської області з адміністративним центром у с. Миронівка. Сільській раді підпорядковані населені пункти: - с. Миронівка |

## Склад ради
Рада складалася з 12 депутатів та голови.

### Керівний склад ради
| ПІБ                       | Основні відомості                                                               | Дата обрання | Дата звільнення |
| ------------------------- | ------------------------------------------------------------------------------- | ------------ | --------------- |
| Коврига Ніла Вікторівна   | Сільський голова, 1959 року народження, освіта, позапартійна                    | 26.03.2006   | 31.10.2010      |
| Фещенко Анатолій Петрович | Сільський голова, 1970 року народження, освіта середня спеціальна, безпартійний | 31.10.2010   |                 |

Примітка: таблиця складена за даними джерела

## Населення
Згідно з переписом УРСР 1989 року чисельність наявного населення сільської ради становила 1393 особи, з яких 663 чоловіки та 730 жінок.
За переписом населення України 2001 року в сільській раді мешкало 720 осіб.

### Мова
Розподіл населення за рідною мовою за даними перепису 2001 року:
| Мова       | Відсоток |
| ---------- | -------- |
| українська | 94,38 %  |
| російська  | 3,09 %   |
| вірменська | 1,83 %   |
| молдовська | 0,56 %   |
| білоруська | 0,14 %   |